# Arnaud Beerends
Arnoud Volkert (Arnaud) Beerends (Amsterdam, 13 september 1932 – Laren (Noord-Holland), 22 juli 2008) was een Nederlands kunstenaar.
Hij was zoon van Johannes Nicolaas Cornelis Beerends en Duurtje Bierman. Hijzelf trouwde nog als fotograaf met kantoorbediende Mia Deltour (1940-2008) die vlak na hem overleed.
Hij kreeg zijn opleiding aan de Rijksakademie van beeldende kunsten in Amsterdam. Hij was niet alleen beeldend kunstenaar, maar was als vormgever betrokken bij het weekblad De Nieuwe Linie (1960-1965) en redacteur en schrijver bij het Tijdschrift voor Architectuur en Beeldende Kunst (TABK, 1965-1970). Bovendien gaf hij sinds 1970 zelf les aan genoemde academie. In 1985 stapte hij als docent over naar de Gerrit Rietveld Academie, alwaar hij tot 1997 les zou geven. Volgens zijn RKD-kaart was hij lid van de Nederlandse Kring van Beeldhouwers en Arti et Amicitiae.
Van hem staat een aantal beelden in de open ruimte, zoals het Gedenkteken voor Steve Biko op het Steve Bikoplein in Nijmegen. Voor het Polanentheater maakte hij een naambalk.
Het gezin woonden voornamelijk is Soest, Baarn, Amsterdam, maar trok in 1979 naar Laren. 
Op het Sint-Janskerkhof ligt een kubistisch kunstwerk als gedenkteken voor Arnaud en Mia. 

## Afbeeldingen

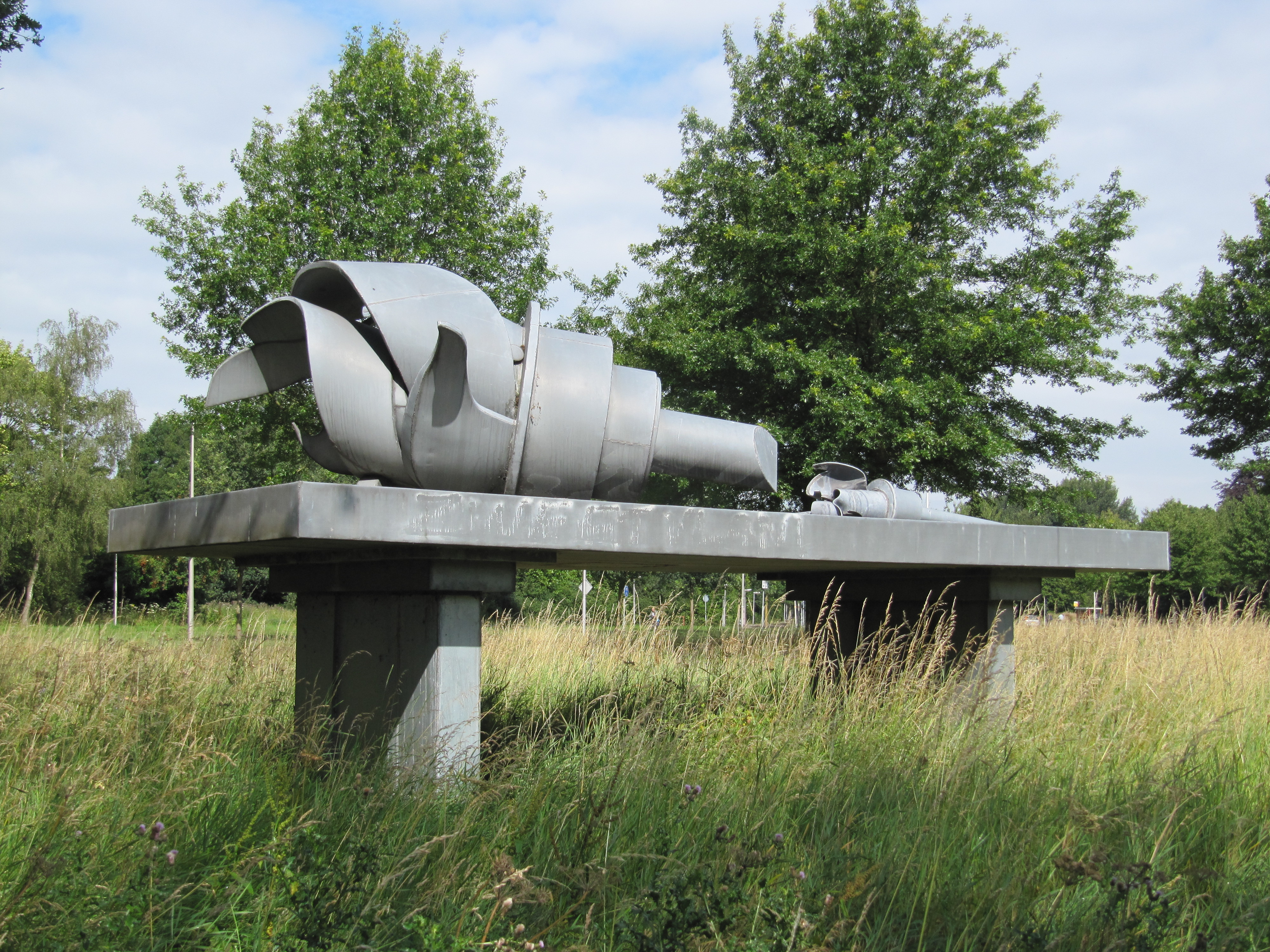
Monument Steve Biko (juli 2011)
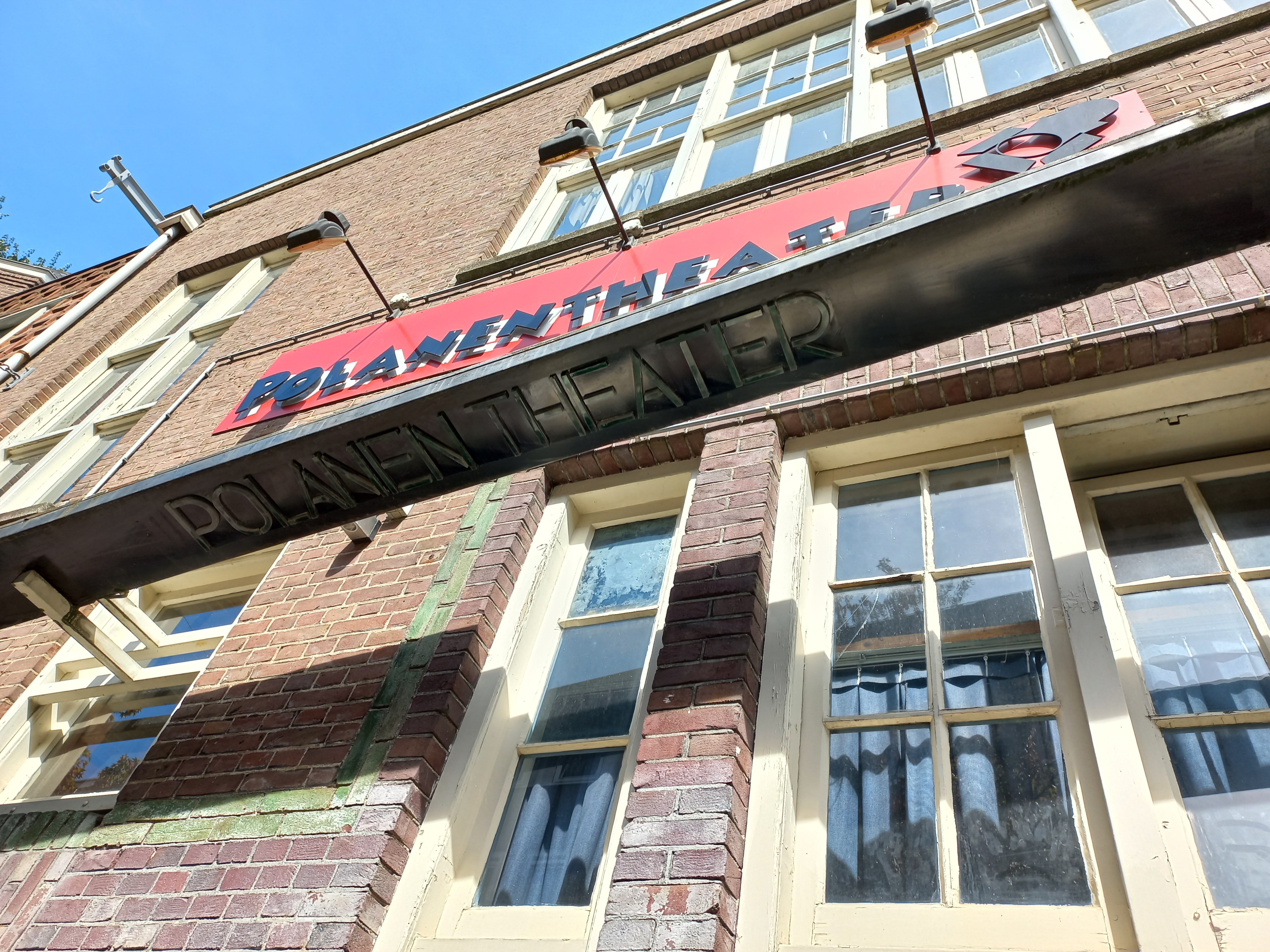
Polanentheater (augustus 2023)